# Stefan Katzy
Stefan Katzy (ur. 16 grudnia 1906 w Hajdukach Wielkich, zm. 24 kwietnia 1949 w Chorzowie) – polski piłkarz.
Przez całą karierę piłkarską był związany z Ruchem Chorzów, którego był wychowankiem. Mając czternaście lat trafił do drużyny juniorów, zaś do zespołu seniorów został włączony w sezonie 1926. W barwach Ruchu grał przez dziesięć sezonów i zdobył w tym czasie trzykrotnie mistrzostwo Polski (1933, 1934, 1935). W latach 1931–1933 pełnił funkcję kapitana zespołu.

## Kariera piłkarska
Stefan Katzy urodził się 16 grudnia 1906 roku w Hajdukach Wielkich. Treningi w juniorach Ruchu Chorzów rozpoczął w 1920 roku. Był wszechstronnym zawodnikiem, gdyż mógł występować na pozycji napastnika, lewego i prawego obrońcy oraz pomocnika. W styczniu 1926 roku Katzy zagrał jako środkowy napastnik w finałowym meczu o Puchar Stanisława Fliegera sezonu 1925/1926. Ruch pokonał drużynę 06 Załęże (3:2, 10 stycznia 1926 roku) i jako najlepsza drużyna ze Śląska zakwalifikował się do rozgrywek o Puchar Polski. Katzy wystąpił w przegranym meczu półfinałowym przeciwko Wiśle Kraków (1:0, 4 lipca 1926). W rozgrywkach śląskiej A klasy, które zakończyły się dwa tygodnie po meczu o Puchar Polski, Ruch zajął pierwsze miejsce i reprezentował region w Mistrzostwach Polski. Katzy zagrał w dwóch przegranych spotkaniach z Wartą Poznań (6:0, 29 sierpnia 1926 roku i 2:4, 19 września 1926 roku) oraz zremisowanym meczu przeciwko Klubowi Turystów Łódź (2:2, 21 października 1926 roku). W grudniu Ruch tryumfował w drugiej edycji Pucharu Stanisława Fliegera. W finałowym meczu pokonał 06 Załęże (4:2 pd., 8 grudnia 1926 roku), zaś jedną z bramek strzelił Katzy.
| 1. | 22.05.1927 | wyjazdowy | Polonia Warszawa   | 3:5 | Gol |
| 2. | 26.05.1927 | wyjazdowy | Jutrzenka Kraków   | 1:3 | Gol |
| 3. | 29.05.1927 | domowy    | Klub Turystów Łódź | 2:0 | Gol |
| 4. | 12.06.1927 | wyjazdowy | Warta Poznań       | 1:4 | Gol |
| 5. | 19.06.1927 | wyjazdowy | Czarni Lwów        | 2:1 | Gol |
| 6. | 26.06.1927 | domowy    | Legia Warszawa     | 3:1 | Gol |

W sezonie 1927 Ruch zajął dwunaste miejsce w rozgrywkach ligowych. Katzy wystąpił we wszystkich dwudziestu sześciu meczach ligowych i pełnił rolę napastnika bądź pomocnika. Z dorobkiem czternastu bramek był najlepszym strzelcem zespołu. W przegranym spotkaniu z ŁKS–em Łódź (1:3, 21 kwietnia 1927 roku) został wystawiony na lewym skrzydle w miejsce Karola Frosta, co spotkało się z krytyką ze strony prasy. Występ piłkarza skomentowano słowami: Nigdy (...) swego stanowiska nie pilnował, a przy oddawaniu piłki ustawiał się odwrotnie, kopiąc prawą nogą jakby lewą nie umiał. Stawianie Katzego na lewe skrzydło w miejsce Frosta jest największym błędem kierownictwa. W grze przeciwko Warszawiance (0:0, 1 maja 1927 roku) Katzy przestrzelił rzut karny. Spotkanie rozpoczął jako ofensywny zawodnik, jednak dokończył je jako obrońca. W maju zapoczątkował trwającą do czerwca serię sześciu kolejnych ligowych meczów ze strzelonym golem. W wygranym meczu z Polonią Warszawa (6:2, 7 sierpnia 1927 roku) zdobył cztery bramki, jednak pojedynek zweryfikowano jako walkower na korzyść przyjezdnych. W rewanżowym meczu z ŁKS–em Łódź (6:2, 9 października 1927 roku) oraz zremisowanym pojedynku z Legią Warszawa (1:1, 16 października 1927 roku) zastąpił w obronie Pawła Kutza.

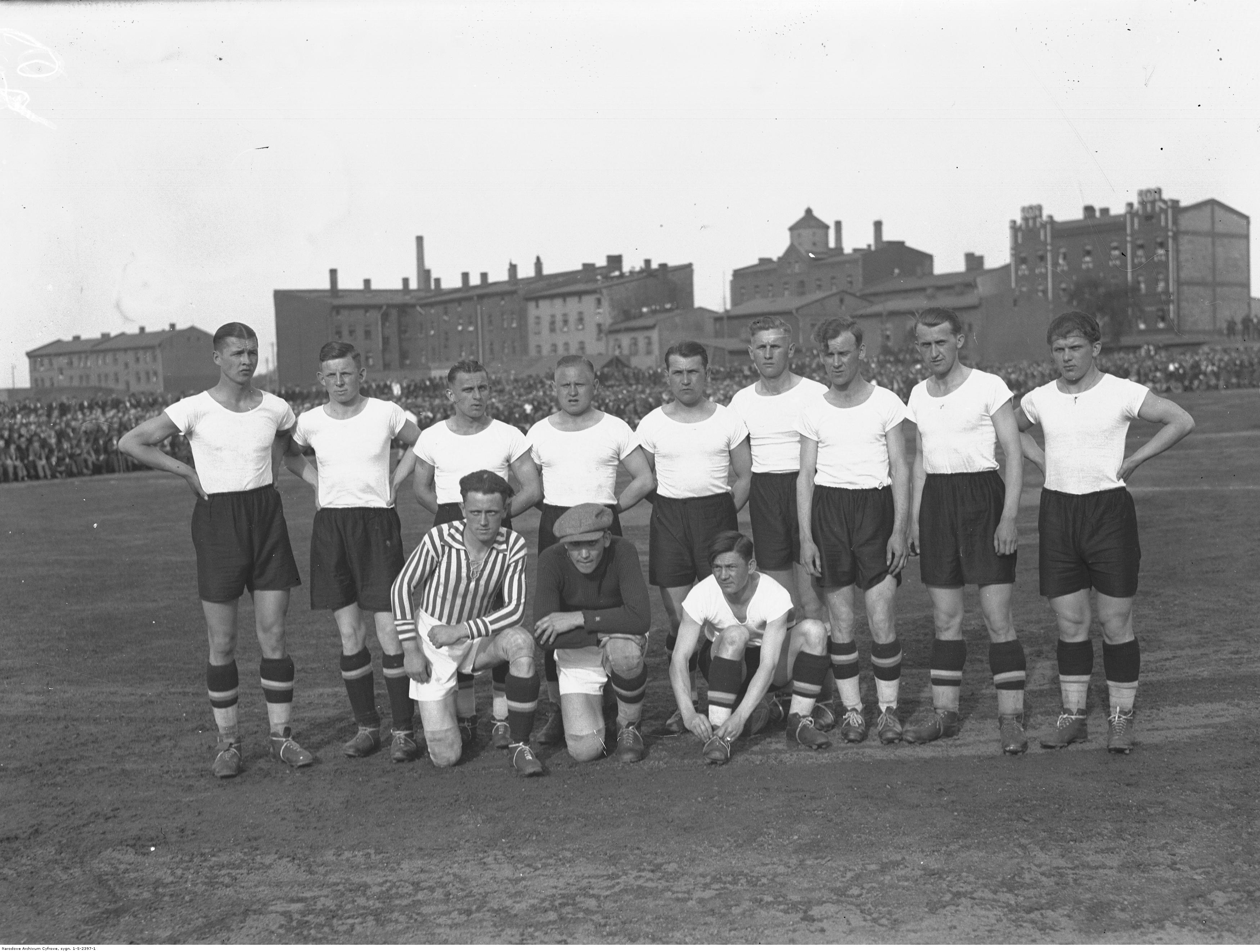
Ruch Chorzów przed meczem z Wisła Kraków (4:1, 29 kwietnia 1934 roku). Katzy pierwszy z prawej w dolnym rzędzie.

W sezonie 1928 Ruch zakończył rozgrywki ligowe na dwunastym miejscu w tabeli. Katzy zagrał w dwudziestu trzech meczach ligowych w pełnym wymiarze czasowym i strzelił trzy bramki. W pierwszych czterech kolejkach sezonu wystąpił na pozycji napastnika, zaś resztę spotkań rozegrał jako pomocnik lub obrońca. Po przegranym meczu Ruchu z Polonią Warszawa (1:2, 15 kwietnia 1928 roku), prasa wskazała Katzego jako winnego porażki. Miał demobilizować piłkarzy Ruchu „flegmatyczną” grą, zbyt dużą liczbą dryblingów i częstymi stratami piłek. W przegranym spotkaniu przeciwko Warcie Poznań (1:0, 24 czerwca 1928 roku) zdobył bramkę samobójczą.
W sezonie 1929 Ruch zajął na zakończenie rozgrywek dziesiąte miejsce w tabeli. Katzy zagrał w dwudziestu czterech spotkaniach ligowych w pełnym wymiarze czasowym i zaczął pełnić od początku sezonu rolę obrońcy. W meczu przeciwko Garbarni Kraków (1:1, 21 kwietnia 1929 roku) Katzy strzelił głową bramkę samobójczą. W spotkaniu z 1. FC Katowice (1:1, 15 września 1929 roku) sprokurował w pierwszej połowie rzut karny. W piętnastej minucie meczu Katzy przewrócił się we własnym polu karnym i złapał piłkę w ręce, której wcześniej po strzale rywali nie dosięgnął bramkarz Herman Kremer.
W sezonie 1930 Ruch zakończył rozgrywki ligowe na ósmym miejscu. Katzy wystąpił w dwudziestu jeden meczach ligowych. 
W sezonie 1931 Ruch zajął na zakończenie sezonu piąte miejsce w tabeli ligowej. Katzy zagrał w dziewiętnastu kolejkach ligowych. W przegranym spotkaniu z Cracovią (4:1, 28 czerwca 1931 roku) został wykluczony z boiska za nieodpowiednią formę protestu po straconej bramce. Katzy przejął po Józefie Sobocie funkcję kapitana drużyny i sprawował ją przez trzy sezony.
W sezonie 1932 Ruch przegrał trzy ostatnie spotkania ligowe, przez co zajął w tabeli siódme miejsce. Katzy wystąpił w dwunastu meczach ligowych.
W sezonie 1933 Ruch zdobył mistrzostwo Polski. Katzy zagrał w dziewiętnastu kolejkach ligowych. Jedynym meczem, w którym nie wystąpił, było spotkanie inauguracyjne sezon przeciwko Garbarni Kraków (6:0, 2 kwietnia 1933 roku). Podczas wyjazdowego meczu towarzyskiego z Polonią Karwina (4:1, 14 maja 1933 roku) został usunięty z boiska za krytykowanie decyzji sędziego. W październiku zagrał w przegranym sparingu reprezentacji Śląska, której przeciwnikiem była reprezentacja Polski (1:2, 4 października 1933 roku).
W sezonie 1934 Ruch obronił tytuł mistrza Polski. Katzy zagrał w osiemnastu spotkaniach ligowych. W przegranym meczu z Wisłą Kraków (2:1, 2 września 1934 roku) został kopnięty przez Bolesława Habrowskiego, na co zareagował w ten sam sposób. Katzy został za to przewinienie usunięty z boiska przez sędziego. W kwietniu wystąpił w wygranym meczu towarzyskim reprezentacji Śląska, której przeciwnikiem była reprezentacja Krakowa (3:0, 15 kwietnia 1934 roku).
W sezonie 1935 Ruch trzeci raz z rzędu został mistrzem Polski. Katzy zagrał w jednym meczu ligowym, w którym przeciwnikiem Ruchu była Legia Warszawa (6:0, 20 czerwca 1935 roku). Katzy zakończył karierę piłkarską po sezonie, zaś jego miejsce w drużynie uzupełnił Antoni Rurański.

## Statystyki

### Klubowe w latach 1926–1935
| Sezon | Klub         | Liga   | Liga krajowa | Liga krajowa | Puchar Polski | Puchar Polski | Łącznie | Łącznie |
| ----- | ------------ | ------ | ------------ | ------------ | ------------- | ------------- | ------- | ------- |
| Sezon | Klub         | Liga   | Meczów       | Bramek       | Meczów        | Bramek        | Meczów  | Bramek  |
| 1926  | Ruch Chorzów | I Liga | 3            | 0            | 1             | 0             | 4       | 0       |
| 1927  | Ruch Chorzów | I Liga | 26           | 14           | –             | –             | 26      | 14      |
| 1928  | Ruch Chorzów | I Liga | 23           | 3            | –             | –             | 23      | 3       |
| 1929  | Ruch Chorzów | I Liga | 24           | 0            | –             | –             | 24      | 0       |
| 1930  | Ruch Chorzów | I Liga | 21           | 0            | –             | –             | 21      | 0       |
| 1931  | Ruch Chorzów | I Liga | 19           | 0            | –             | –             | 19      | 0       |
| 1932  | Ruch Chorzów | I Liga | 12           | 0            | –             | –             | 12      | 0       |
| 1933  | Ruch Chorzów | I Liga | 19           | 0            | –             | –             | 19      | 0       |
| 1934  | Ruch Chorzów | I Liga | 18           | 0            | –             | –             | 18      | 0       |
| 1935  | Ruch Chorzów | I Liga | 1            | 0            | –             | –             | 1       | 0       |
| Razem | Razem        | Razem  | 166          | 17           | 1             | 0             | 167     | 17      |

### Reprezentacja Śląska 1933–1934
| 1. | 04.10.1933 | Katowice, Polska | Polska | 1:2 | towarzyski |
| 2. | 15.04.1934 | Chorzów, Polska  | Kraków | 3:0 | towarzyski |

## Sukcesy

### Ruch Chorzów
- Mistrzostwo Polski (3 razy) w sezonach: 1933, 1934, 1935

## Życie prywatne
Katzy był z wykształcenia elektrotechnikiem. Miał młodszego brata Aleksandra, zawodnika rezerw Ruchu Chorzów. Katzy zmarł w wieku czterdziestu dwóch lat po ciężkiej operacji żołądka. Został uznany za honorowego członka Ruchu Chorzów.